# Ошан Парк (Вашингтон)
Ошан Парк (енгл. Ocean Park) насељено је место без административног статуса у америчкој савезној држави Вашингтон.

## Демографија
По попису из 2010. године број становника је 1.573, што је 114 (7,8%) становника више него 2000. године.
| Група             | 2000.         | 2010.         |
| Белци             | 1.345 (92,2%) | 1.355 (86,1%) |
| Афроамериканци    | 4 (0,3%)      | 10 (0,6%)     |
| Азијати           | 4 (0,3%)      | 11 (0,7%)     |
| Хиспаноамериканци | 61 (4,2%)     | 151 (9,6%)    |
| Укупно            | 1.459         | 1.573         |